# باشگاه فوتبال راس کانتی
باشگاه فوتبال راس کانتی (انگلیسی: Ross County F.C.) یک باشگاه فوتبال حرفه‌ای مستقر در دینگوال، اسکاتلند است. آنها تمام مسابقات خانگی خود را در ویکتوریا پارک در دینگوال انجام می‌دهند. این باشگاه در حال حاضر در لیگ برتر اسکاتلند بازی می کند. آن‌ها پس از کسب عنوان قهرمانی در سطح دوم فوتبال اسکاتلند، در فصل ۲۰۱۹-۲۰۱۸، به پرمیرشیپ صعود کرده‌اند.

## تاریخچه
این باشگاه در سال ۱۹۲۹ در جایی که در آن زمان راس و کرومارتی نامیده می شد، پس از اینکه باشگاه محلی قبلی از لیگ جوانان شمال اسکاتلند، دینگوال ویکتوریا یونایتد، با موفقیت برای عضویت در لیگ فوتبال هایلند درخواست داد، تشکیل شد. بعداً این باشگاه به راس کانتی تغییر نام داد. آنها با بازی در لیگ هایلند از سال ۱۹۲۹، سه بار، ابتدا در سال ۱۹۶۷ سپس در سال‌های ۱۹۹۱ و ۱۹۹۲ قهرمان شدند. آنها همچنین به دلیل عملکرد خوب خود در دورهای اولیه جام حذفی اسکاتلند به شهرت رسیدند و در هشت مورد، تیم های لیگ را حذف کردند.